# Ernest Martínez Ferrando
Jesús Ernest Martínez Ferrando (Valencia, 17 de enero de 1891-Valencia, 26 de septiembre de 1965) fue un escritor e historiador español.

## Biografía
Nacido en 1891 en Valencia, estudió Filosofía y Letras, rama de Historia, en la Universidad de Valencia, obteniendo premio extraordinario de licenciatura. En 1915 ingresó en el Cuerpo de Archiveros, Bibliotecarios y Arqueólogos. Prestó servicio en la Biblioteca Universitaria de Barcelona y en la Biblioteca Provincial de Gerona (1919). Desde el año 1920 trabajó en el Archivo de la Corona de Aragón, que dirigió entre 1940 y 1961. 
En la vertiente literaria, cultivó la narración breve con alguna incursión en la novela. En 1935 obtuvo el Premio Joan Crexells con Una dona s'atura al camí. Tradujo al catalán obras de Stefan Zweig, Guy de Maupassant y Heinrich von Kleist, entre otros. 
Su tarea como historiador, facilitada por el acceso privilegiado a los fondos documentales (hace falta decir que a partir del año 1950 fue nombrado inspector de los archivos de la zona de Levante, lo que le permitió el acceso a los archivos catalanes, valencianos y de Baleares), se centró en la Baja Edad Media. Publicó una numerosa serie de artículos en revistas especializadas. En el terreno histórico trasladó su faceta literaria para hacer biografías y narraciones de hechos históricos de forma que podían ser leídos como una novela pero con todo el rigor. Lo que le interesaba a Martínez Ferrando era «la individualidad de los personajes históricos y, a la vez, la capacidad de encontrar el estilo, claro y elegante, lírico cuando era necesario, para hacerlos entendenderse, para atrapar al lector».
Fue miembro de la Real Academia de las Buenas Letras de Barcelona, del Centro de Cultura Valenciana, de la Academia Pontaniana de Nápoles, de la Deputazione di Storia Patria per la Sardegna, de la Sociedad Geográfica de Lisboa y del patronato de los Monasterios Reales de Poblet y Santes Creus, además de estar adscrito a la Hispanic Society of America.

## Obras
- 1918 Les llunyanies suggestives i altres proses, Barcelona
- 1918 El farsant i l'enamorada
- 1921 Vida d'Infant, novel·la
- 1924 Històries i fantasies
- 1927 Primavera inquieta
- 1930 Tres històries cruels
- 1935 Una dona s'atura al camí, novel·la
- 1936 El petit Rovira
- 1936 Remors de veus al cementeri
- 1958 Recull de contes valencians
- 1960 Els set pecats capitals
- 1963 L'altre geperut i alguns contes més